# آرتورو کودا
آرتورو کودا (اسپانیایی: Arturo Coddou‎؛ زادهٔ ۱۴ ژانویهٔ ۱۹۰۵) یک بازیکن فوتبال اهل شیلی است.

## تیم ملی
وی همچنین در تیم ملی فوتبال شیلی بازی کرده است.